# Ton image
Albums de Ben Ricour
L'Aventure
(2005)
Ton image est un album de musique du chanteur Ben Ricour sorti le 29 octobre 2007.

## Titres
| No  | Titre                                                                                        | Durée |
| --- | -------------------------------------------------------------------------------------------- | ----- |
| 1.  | Amoureux / Amoureux                                                                          | 2:19  |
| 2.  | L'heure d'hiver                                                                              | 3:02  |
| 3.  | Tu es attendue                                                                               | 2:48  |
| 4.  | Aimez-vous la chanson ? (Coécrit avec Luc Blancat)                                           | 3:47  |
| 5.  | Mammifère                                                                                    | 3:08  |
| 6.  | Cinq Minutes                                                                                 | 2:35  |
| 7.  | 1/4 de sang                                                                                  | 2:39  |
| 8.  | S'Cuse Moi                                                                                   | 2:06  |
| 9.  | Tom image                                                                                    | 3:23  |
| 10. | Sors de l'ombre (coécrit avec Mickaël Furnon de Mickey 3D)                                   | 3:30  |
| 11. | Alors, t'es là...                                                                            | 3:33  |
| 12. | Je passe à la télé (uniquement disponible sur les plates-formes de téléchargement numérique) | 3:09  |

## Personnel
- Réalisé par Patrice Renson et Olivier Lude pour Flam.
- Mixé par Olivier Lude
- Masterisé par Ian Cooper au studio Metropolis de Londres.
- Helmut[réf. nécessaire], Rhodes sinusoïde, orgue, clavinet saturé, « lucioles » : Albin de la Simone
- Guitare reverse : Matthieu Chedid
- Basse, batterie, percussions, guitare électrique et baryton, santur : Patrice Renson
- Ondes Martenot, cristal Baschet : Thomas Bloch
- Chœurs : Jule Jaffet